# Reshma Saujani
Reshma Saujani (Illinois, 18 de novembro de 1975) é uma advogada e política estadounidense. Ela é a fundadora da organização Girls Who Code, organização não governamental que atua para inserção de mais meninas nas carreiras de tecnologia. Anteriormente, foi advogada pública do Departamento de Advogados Públicos de Nova York. Saujani perdeu a primária democrata de 2010 (19% -81%) para a Câmara dos Deputados dos EUA no 14º distrito congressional de Nova York contra a congressista Carolyn Maloney. Saujani foi a primeira mulher hindu-americana (e a primeira mulher sul asiática) a concorrer ao Congresso. Ela foi candidata democrata à Procuradoria Pública de Nova York em 2013, ficando em terceira no primeiro turno.

## Início da vida e educação
Saujani nasceu em Illinois. Ela é de ascendência indígena Gujarati. Os pais de Saujani viveram na Uganda, antes de serem expulsos junto com outras pessoas de ascendência indiana no início dos anos 70 por Idi Amin. Eles se estabeleceram em Chicago.
Saujani frequentou a Universidade de Illinois em Urbana-Champaign, onde se formou em 1997 com especialização em Ciência política e Comunicação de Discurso. Ela estudou na John F. Kennedy School of Government da Universidade Harvard, onde concluiu seu mestrado em Políticas Públicas em 1999, e na Yale Law School, onde fez seu doutorado em 2002.

## Carreira jurídica e em Wall Street
Saujani trabalhou no escritório de advocacia Davis Polk & Wardwell LLP, onde ela defendeu casos de fraude em valores mobiliários.
Em 2005, ela se juntou à empresa de investimentos Carret Asset Management.  Depois que Saujani saiu de Carret, seu principal dono, o financista Hassan Nemazee, foi condenado por acusações criminais relacionadas a fraude bancária realizada ao longo de vários anos em Carret, inclusive durante o período de Saujani em Carret; mais tarde, ela disse à imprensa que não tinha conhecimento de nenhuma conduta ilícita em Carret. Posteriormente, ela se juntou à Blue Wave Partners Management, uma subsidiária do Carlyle Group, a empresa global de gerenciamento de ativos alternativos especializada em compensação privada. Ela era uma conselheira geral associada na Blue Wave, um fundo de hedge multi-estratégia de ações; foi fechado no rescaldo do colapso do mercado de 2008 Imediatamente antes de concorrer ao Congresso, Saujani era vice-conselheira geral do Fortress Investment Group. Em 2012, Saujani fundou a Girls Who Code, uma organização sem fins lucrativos que trabalha para acabar com a disparidade de gênero na tecnologia. Em 2015, ela recebeu um salário de US $ 224.913 da organização, de acordo com os registros do Internal Revenue Service.

## Política
Saujani fundou a "South Asians for Kerry" durante a eleição presidencial dos Estados Unidos em 2004. Saujani atuou no Conselho Nacional de Finanças de Hillary Clinton durante a campanha presidencial dela em 2008. Após as primárias, foi nomeada vice-presidente da delegação de Nova York na Convenção Nacional Democrata de 2008 em Denver.
Saujani também contribuiu para o Huffington Post e o WNYC. Ela foi destaque em NY1, MSNBC, Fox Channel Brasil e CNBC. Em setembro de 2011, ela foi nomeada uma das "40 abaixo de 40" por ser um membro jovem e influente da política da cidade de Nova York.

### Gênero e tecnologia
Saujani foi destaque na sessão de abertura da Conferência da American Library Association de 2017, falando em apoio a programas voltados para meninas ingressarem nas carreiras relacionadas à Ciência da Computação.
Ela é autora de Women Who Don't Wait in Line: Break the Mold, Lead the Way, publicado pela Houghton Mifflin Harcourt em 2013, e Girls Who Code: Learn to Code and Change the World, publicado pela Viking em agosto 2017.